# Lajos Szűcs (sollevatore)
Lajos Szűcs (Cinkota, 13 febbraio 1946 – Miskolc, 2 settembre 1999) è stato un sollevatore ungherese medagliato olimpico e mondiale, che ha gareggiato nella categoria dei pesi mosca (fino a 52 kg).

## Biografia
Ha partecipato a due edizioni dei Giochi Olimpici, nel 1972 e nel 1976, vincendo la medaglia d'argento a Monaco 1972 e terminando oltre il 16º posto a Montréal 1976, validi anche come campionati mondiali,
Ha partecipato anche a cinque edizioni dei Campionati mondiali, vincendo due medaglie d'argento, nel 1972 e nel 1973 e la medaglia di bronzo nel 1975. L'argento del 1972 fu vinto da Szűcs contestualmente a quello olimpico, essendo la gara olimpica, a quell'epoca, valevole anche come Campionato mondiale.
Ai Campionati europei Szűcs vinse una medaglia d'oro nel 1973, una medaglia d'argento nel 1974 e tre medaglie di bronzo nel 1972, 1975 e 1976.
Si ritirò dalle competizioni nel 1977 e divenne un allenatore di sollevamento pesi.